# Присуство крви у мокраћи
Присуство крви у мокраћи или хематурија  један од симптома болести, који се карактерише појавом црвене или црвенкасто браон боје мокраће због појаве крви (еритроцита) у мокраћи. У односу на број еритроцита у мокраћи хематурија може бити микро и макроеритроцитурија (макроскопска хематурија). Како црвена или црвенкасто браон боја мокраће може настати због: хемоглобина или хемоглобина у мокраћи, порфирије (већине облика), хране (нпр. цвекле, рабарбара, понекад прехрамбених боја), лекова (најчешће феназопиридин, дифенилхидантоини, метилдопа, фенацетин, фенолфталеина, фенотиазин, итд), тек на основу лабораториских прегледа, а не на основу боје мокраће, може се са сигурношћу констатовати хематурија.
Хематурија се никако не сме занемарити. Њена појава најчешће захтева хитно уролошко испитивање, јер може бити знак присуства уролошког малигнитета. Ретко је такве природе да доводи до хеморагичког шока, али уколико траје дуго и није адекватно и правовремено лечена, може изазвати секундарну анемију.

## Етиологија
Као могући узроци хематурије наводе се:
Примарна хематурија
Ова врсте хематурије изазвана је патолошким променама у самом мокраћном систему и може бити узроковане: 
- Урођеним или стеченим аномалијама бубрега,[7]
- Урођеним или стеченим обољењима крвних судова бубрега,
- Калкулозом бубрега и мокраћних путева,
- Примарним гломерулонефритисом и секундарним гломерулопатијама,[8]
- Запаљењем мокраћних путева, укључујући и туберкулозу (урогенитална туберкулоза неретко даје микрохематурију - повећан број свежих еритроцита у седименту мокраће, уместо макроскопске хематурије).
- Неоплазмама бубрага и мокраћних путева.
- Повредама урогениталног система.

Секундарна хематурија
Узроци секундарне хематурије су бројни: 
- Хематолошка обољења (хемофилија, тромбоцитопенија, српаста анемија, таласемија)
- Кардиоваскуларна обољења (декомпензација срца, тромбоемболијска болест)
- Гастроентеролошка обољења (цироза јетре, холестазна колика, апендицитис, перитонитис)
- Токсоалергијске реакције.

## Патофизиологија
Еритроцити (односно крв) могу доспети у мокраћу из било ког дела мокраћног система - почев од бубрега преко сабирног система и мокраћовода, простате код мушкараца, до мокраћне бешике и уретре.
Уколико је крварење присутно на почетку млаза мокраће (иницијална хематурија), она указује на лезију локализовану у уретри. Уколико је млаз крвав при крају мокрења (терминална хематурија) лезија је вероватно лоцирана у пределу простате, задње уретре или бешичног врата. Када је комплетно измокрена количина мокраће крвава при микција (тотална хематурија), разлог је вероватно смештен изнад нивоа бешике (уретера, бубрези). Посебан облик тзв. каприциозна хематурија (јавља се и нестаје без правила) и најчешће може да буде знак малигнитета.

## Клиничка слика
Хематурија се може клинички манифестовати као: 
Макроскопска хематурија, која је видљива голим оком. Макроскопска хематурија се карактерише смеђом или црвеном бојом мокраће, које не мора увек бити знак појаве еритроцита у урину (може се јавити после поједине врсте хране, нпр. цвекла). 
Микроскопска хематурија, која није видљива глим оком већ само микроскопским прегледом мокраће. 
Како хематурија може бити; инцидентна (после трауме, тежак физички рад), интермитентна (код калкулозе, инфекције уринарних путева) или стална (код паренхимских обољења бубрега), у клиничкој слици најчешће доминирају знаци и симптоми болести, у којима је хематурија само један од пратећих симптома.

## Дијагноза
Важани податаци о узроку хематурије добијају се на основу: анамнезе, клиничке слике, физичког прегледа, лсборатријских анализа и имиџинг тестова. 
Анамнеза
У анамнези болесника са хематуријом, постоји удруженост са болом. Безболна хематурија упућује на малигнитета, док болна хематурија указује на камен у бубрежном системау.
Физички преглед
Овај преглед обухвата; палпацију и перкусију бубрега, ректални туше код мушкараца и гинеколошки преглед код жена. 
Међу виталним знацима треба тражити температуру и хипертензију. 
На срцу аускултацијом треба тражити шумове (који указују на ендокардитис).
У трбуху палпацијом треба тражити тумефакције. Обавезно треба обавити дубоку лумбалну палпацију и тражити присуство бол. У мушкараца дигиторекталним прегледом терба утврдити повећање простате, чворовитост и бол.
На лицу и екстремитетима треба тражити едем (који указује на болест гломерула) а на кожи осип (који указују на васкулитис, лупус итд).
Лаобарторијске анализе
- Ове анализе обухватају поред стандардних анализа крви и мокраће.[11]
- Патохистолошки преглед биопсијом узетих узорака бубрега.[12]

Имиџинг тестови
Од имиџинг тестова најшеће се користи нативна графија уротракта, уретропијелографије, МСЦТ урографија, артериографија бубрежног система.
Цистоскопију је обично потребно применити само код болесника старијих од 50 година, или код млађих болесника са факторима ризика за рак.

## Диференцијална дијагноза
Диференцијална дијагноза хематурије је јако опширниа и компликована, јер разлози за појаву крви у мокраћи уопште не морају да буду уролошке етиологије, већ нефролошка или васкуларне природе:
- Хематурија може да буде симптом код системских обољења (аутоимуне или реуматске етиологије),
- Хередитамрна оптерећења (ензимски дефекти, хематолошке аномалије),
- Хемолитички процеси,
- Хемоглобинурија
- Већина гломерулонефритиса може клинички да се манифестује хематуријом.
- Хематурија после физичког оптерећења, која не представља знак болести нити потребу за болничким лечењем.

Постоје и ситуације када је мокраћа црвена, али не због присуства крви, већ због исхране намирницама које садрже фенолфталеин или родамин Б, или уноса куваних јела, колача сокова, освежавајућих пића. То се често дешава код деце.

## Терапија
Терапија хематурије зависи од етиолошког фактора који је изазвавао, и зато он мора да буде уклоњен, нарочито ако је реч о тумору. 
Поред циљаног лечења према ериолошком узроку хематурије, може да се сроводи и симптоматска терапија, која се заснива на: 
- Надокнади крви, течности, електролита.
- Примени аналгетика (ако је присутан бол).
- Антибиотицима (само уколико је разлог хематурије уроинфекција).
- Хигијенско дијететском режиму исхране.